# Divize C 1979/1980
V soubojích 15. ročníku České divize C 1979/80 se utkalo 16 týmů dvoukolovým systémem podzim–jaro. Tento ročník začal v srpnu 1979 a skončil v červnu 1980.

## Nové týmy v sezoně 1979/80
Z 2. ligy – sk. A 1977/78 nesestoupilo do Divize C žádné mužstvo. Z krajských přeborů ročníku 1977/78 postoupila vítězná mužstva TJ Spartak Choceň z Východočeského krajského přeboru, TJ Tatra Smíchov z Pražského přeboru a TJ LIAZ Jablonec nad Nisou „B“ z Severočeského krajského přeboru. Také sem byla přeřazena mužstva TJ Jawa Metaz Týnec nad Sázavou, TJ Slavoj Vyšehrad, TJ Meteor Praha 8 z Divize B.

## Výsledná tabulka
| Poř. | Tým                             | Z  | V  | R  | P  | VG | OG | B  |
| ---- | ------------------------------- | -- | -- | -- | -- | -- | -- | -- |
| 1.   | TJ Náchod                       | 30 | 16 | 7  | 7  | 60 | 39 | 39 |
| 2.   | TJ Sklostroj Turnov             | 30 | 15 | 7  | 8  | 45 | 19 | 37 |
| 3.   | TJ Spartak Hradec Králové "B"   | 30 | 14 | 8  | 8  | 45 | 37 | 36 |
| 4.   | TJ Jawa Metaz Týnec nad Sázavou | 30 | 14 | 8  | 8  | 42 | 34 | 36 |
| 5.   | VTJ Hradec Králové              | 30 | 14 | 7  | 9  | 48 | 36 | 35 |
| 6.   | TJ Lokomotiva Trutnov           | 30 | 12 | 11 | 7  | 36 | 27 | 35 |
| 7.   | TJ Transporta Chrudim           | 30 | 12 | 6  | 12 | 40 | 43 | 30 |
| 8.   | SK Sparta Kutná Hora            | 30 | 12 | 5  | 13 | 44 | 43 | 29 |
| 9.   | TJ Spartak Choceň               | 30 | 13 | 3  | 14 | 42 | 49 | 29 |
| 10.  | TJ Slavoj Vyšehrad              | 30 | 11 | 6  | 13 | 46 | 44 | 28 |
| 11.  | TJ Tatra Smíchov                | 30 | 9  | 9  | 12 | 41 | 42 | 27 |
| 12.  | TJ LIAZ Jablonec nad Nisou „B“  | 30 | 11 | 5  | 14 | 29 | 34 | 27 |
| 13.  | TJ Lokomotiva Pardubice         | 30 | 10 | 6  | 14 | 36 | 41 | 26 |
| 14.  | TJ Meteor Praha 8               | 30 | 8  | 10 | 12 | 38 | 48 | 26 |
| 15.  | TJ Kolora Semily                | 30 | 9  | 7  | 14 | 38 | 57 | 25 |
| 16.  | VTJ Čáslav                      | 30 | 3  | 9  | 18 | 25 | 63 | 15 |

Poznámky:
- Z = Odehrané zápasy; V = Vítězství; R = Remízy; P = Prohry; VG = Vstřelené góly; OG = Obdržené góly; B = Body

|  | Postup do 2. ligy – sk. A 1980/81                |
|  | Sestup do příslušného oblastního přeboru 1980/81 |